# Azumi Asakura
Azumi Asakura  (浅倉 杏美?, Asakura Azumi), nata Azumi Yamamoto (山本 杏美?, Yamamoto Azumi) (Kanagawa, 15 febbraio 1987) è una doppiatrice giapponese, affiliata con l'agenzia Arts Vision.
È principalmente conosciuta per il ruolo di Akira Ōkōchi in Negima e di Yukiho Hagiwara nell'anime e nel videogioco The Idolmaster.
A partire dal 2012 tiene uno show con la seiyuu e idol Kaori Ishihara.

## Doppiaggio

### Anime
- A Certain Scientific Railgun: Misaki Shokuhō
- Ao no kanata no four rhythm: Misaki Tobisawa
- Asa made jugyō chu!: Ayana Kakinozaka
- Bamboo Blade: Takahashi (Seimei Senpou)
- Hataraku maō-sama!: Emeralda Etuva
- High School DxD: Asia Argento
- Hime Gal Paradise: Himeko Tachikawa
- The IDOLM@STER: Yukiho Hagiwara
- Kirarin Revolution: Tomo
- Save Me! Lollipop: Rokka Wan
- Lagrange -The Flower of Rin-ne: Machiko Iwabuchi
- Mahō Sensei Negima! Anime Final: Akira Ōkōchi
- Mahō Sensei Negima!: Mō Hitotsu no Sekai: Akira Ōkōchi
- Mahō Sensei Negima!: Shiroki Tsubasa Ala Alba: Akira Ōkouchi
- Neo Angelique Abyss : Female Student
- Sket Dance: Fumi Segawa
- The Telepathy Girl Ran: Mifuyu

### Videogiochi
- Akiba's Trip: Suzu Moriizumi
- Arknights: Cardigan, Specter
- Azur Lane: KMS U-47, KMS U-557
- Blue Archive: Misaki Shokuhō
- Criminal Girls: Invite Only: Yuko
- Devil Summoner: Soul Hackers (versione 3DS): Tomoko
- Granblue Fantasy: Fraux
- Idol Death Game TV: Mariko Kamata
- Mugen Souls: Tsukika Izayoi
- Mugen Souls Z: Tsukika Izayoi
- Nurse Love Addiction: Asuka Ōsachi
- Tales of Berseria: Laphicet
- Tales of the Rays: Laphicet
- Tales of Crestoria: Laphicet